# Gernot Korthals
Gernot Korthals (* 10. März 1940 in Dirschau) ist ein deutscher Verwaltungsbeamter, Politiker und Landrat.

## Leben
Korthals studierte von 1959 bis 1964 Jura in Hamburg und Tübingen und wurde 1968 promoviert. Anschließend war er als Regierungsrat im schleswig-holsteinischen Innenministerium tätig, seit Mai 1969 war er zum Kreis Schleswig abgeordnet. Er leitete dort das Rechtsamt. 1971 wurde Korthals zum Landrat des Kreises Schleswig gewählt. 1974 erfolgte die Fusion der beiden Kreise Schleswig und Flensburg-Land, Korthals wurde der erste Landrat des neuen Kreises. 1977 wurde er für zwölf Jahre wiedergewählt.
Im Dezember 1986 wechselte Korthals zur Wohnungsbaukreditanstalt in Kiel, 1991 wurde er zum Präsidenten des Landesrechnungshofes Schleswig-Holstein berufen; ein Amt, das er bis März 2003 bekleidete.

## Schriften (Auswahl)
- Strafrechtliche Probleme der Organtransplantation, Hamburg 1969 (Hamburg, Jur. Fak. Diss. v. 25. Aug. 1969).
- Wirtschaftslichkeitskontrollen unter besonderer Berücksichtigung von Erfolgskontrollen. In: Hans Herbert von Arnim (Hrsg.): Wirtschaftlichkeit in Staat und Verwaltung: Vorträge und Diskussionsbeiträge der 60. Staatswissenschaftlichen Fortbildungstagung 1992 der Hochschule für Verwaltungswissenschaften Speyer. Duncker & Humblot, Berlin 1993  (Schriftenreihe der Hochschule Speyer), ISBN 3-428-07768-7, S. 87–107.
- Die Steuerungsfunktion des Kreistages und seiner Ausschüsse. In: Hans-Günter Henneke (Hrsg.): Aktuelle Entwicklungen der inneren Kommunalverfassung : zur künftigen Austarierung des Verhältnisses von effizienter Verwaltung, steuernder Vertretungskörperschaft und verstärkter Bürgerbeteiligung; Professorengespräch 1995 des Deutschen Landkreistages am 23. und 24. März 1995 im Landkreis Konstanz. Boorberg, Stuttgart u. a. 1996 (Schriften zum deutschen und europäischen Kommunalrecht), 1996, ISBN 3-415-02210-2, S. 69–76.
- zusammen mit Axel Nawrath, Klaus Lüder und Horst Raimund Wulle: 50 Jahre Bundesrechnungshof. In: Die öffentliche Verwaltung, Bd. 53 (2000), 20, S. 837–866.
- Maßnahmen zur Deckung des Personalbedarfs an öffentlichen Schulen: Bericht des Landesrechnungshofs Schleswig-Holstein gem. § 99 LHO. Landesrechnungshof Schleswig-Holstein, Kiel 2001.
- Bericht des Landesrechnungshofs Schleswig-Holstein an den Landtag und an die Landesregierung gem. § 99 LHO über das Ergebnis der Prüfung: Reformvorhaben der Landesregierung; Bilanz der Modernisierung. Landesrechnungshof Schleswig-Holstein, Kiel 2002.
- Versagen die Kontrollen? In: Hans Herbert von Arnim (Hrsg.): Korruption: Netzwerke in Politik, Ämtern und Wirtschaft. Knaur, München 2003 (Knaur-Taschenbücher), ISBN 3-426-77683-9, S. 132–150.